# モーゼス・キプシロ
モーゼス・キプシロ（Moses Ndiema Kipsiro、1986年9月2日 - ）はウガンダの陸上競技選手。専門は中・長距離走、主に5000mを専門としている。ウガンダ東部ブクウォ県のChemisat出身。世界陸上競技選手権大阪大会男子5000m3位。
2009年第37回世界クロスカントリー選手権ではゲブレ・エグジャバー・ゲブレマリアム、ゼルセナイ・タデッセと接戦となったが35分04秒で2位に入賞した。2009年7月28日モナコでIAAFスーパーグランプリヘラクレス国際陸上競技大会の3000mに出場し優勝。7分30秒95を記録しウガンダ記録を樹立した。ウガンダ国内では、2008年から3年連続でウガンダクロスカントリー選手権を制覇している第一人者である。

## 主な戦績
オリンピック
- 2008年 北京オリンピック - 5000m 4位 13分10秒56
- 2012年 ロンドンオリンピック - 10000m 10位 27分39秒22

世界陸上競技選手権大会
- 2005年 世界陸上競技選手権ヘルシンキ大会 - 5000m 2次予選12位 13分32秒25
- 2007年 世界陸上競技選手権大阪大会 - 5000m 3位 13分46秒75
- 2009年 世界陸上競技選手権ベルリン大会 - 5000m 4位 13分18秒11
- 2013年 世界陸上競技選手権モスクワ大会 - 5000m 2次予選 棄権
- 2013年 世界陸上競技選手権モスクワ大会 - 10000m 13位 27分44秒53

世界クロスカントリー選手権
- 2006年 第34回世界クロスカントリー選手権（福岡市） - ショート（4km） 29位 11分22秒
- 2006年 第34回世界クロスカントリー選手権（福岡市） - ロング（12km） 23位 36分52秒
- 2008年 第36回世界クロスカントリー選手権（エディンバラ） - シニア 13位 35分29秒
- 2009年 第37回世界クロスカントリー選手権（アンマン） - シニア 2位 35分04秒
- 2010年 第38回世界クロスカントリー選手権（ビドゴシチ） - シニア 3位 33分10秒
- 2011年 第39回世界クロスカントリー選手権（プエタウンブリア） - シニア 11位 34分31秒
- 2013年 第40回世界クロスカントリー選手権（ビドゴシチ） - シニア 4位 33分08秒

IAAFワールドアスレチックファイナル
- 2007年 シュトゥットガルト - 3000m 7位 7分51秒22

IAAFゴールデンリーグ
- 2007年 ブリュッセル -  5000m 3位
- 2007年 チューリッヒ - 3000m 3位
- 2007年 パリ - 3000m 優勝

IAAFグランプリ
- 2005年 ザグレブ - 3000m 優勝
- 2007年 モナコ - 3000m 2位

コモンウェルスゲームズ
- 2006年 2006年コモンウェルスゲームズ - 5000m 7位 13分25秒06
- 2010年 2010年コモンウェルスゲームズ - 5000m 優勝 13分31秒25
- 2010年 2010年コモンウェルスゲームズ - 10000m 優勝 27分57秒39
- 2014年 2014年コモンウェルスゲームズ - 10000m 優勝 27分56秒11

アフリカ陸上競技選手権大会
- 2006年 アフリカ陸上競技選手権大会（バンブース） - 5000m 2位
- 2006年 アフリカ陸上競技選手権大会（バンブース） - 10000m 優勝
- 2010年 アフリカ陸上競技選手権大会（ナイロビ） - 10000m 2位

オールアフリカゲームズ
- 2007年 オールアフリカゲームズ（アルジェ） - 5000m 優勝
- 2011年 オールアフリカゲームズ（マプト） - 10000m 優勝

## 記録
| 種目   | 記録       | 日付          | 場所         |
| ------ | ---------- | ------------- | ------------ |
| 1500m  | 3分37秒6   | 2008年6月14日 | ワトフォード |
| 3000m  | 7分30秒95  | 2009年7月28日 | モナコ       |
| 5000m  | 12分50秒72 | 2007年9月14日 | ブリュッセル |
| 10000m | 27分04秒48 | 2012年6月22日 | バーミンガム |